# Боровик жёлтый
Борови́к жёлтый, или бо́летус жёлтый (лат. Boletus junquilleus) — гриб из рода Боровик (Boletus). В русскоязычной литературе распространено название «боровик Юнквилла», но оно является ошибочным, так как латинский видовой эпитет происходит от исп. junquillo — «светло-жёлтый», которое, в свою очередь, возникло от жёлтых сортов нарцисса — «жонкиль», или «жонкилла» (фр. Jonquille, Narcissus jonquilla). 
Название «боровик жёлтый» употребляется также для вида Boletus impolitus.
Научные синонимы:
- Dictyopus queletii var. junquilleus Quél.basionym
- Boletus erythropus var. junquilleus (Quél.) Bon, 1985
- Boletus pseudosulphureus Kallenb.

## Описание
Шляпка диаметром 5—16 см, полушаровидная, затем более плоская. Кожица жёлто-коричневая, гладкая или слабо морщинистая, при высыхании матовая, во влажную погоду слизистая. 

Мякоть мясистая, плотная, ярко-жёлтая, быстро синеет на срезе, запаха не имеет.

Ножка высотой 4—12 см, в толщину 2,5—6 см, клубневидная сплошная. Поверхность жёлто-коричневая, без сетчатой структуры, с коричневой зернистостью или мелкими чешуйками. 

Трубчатый слой свободный с выемкой, трубочки длиной 1—2 см, ярко-жёлтые, при надавливании синеют.

Остатки покрывала отсутствуют. 

Споровый порошок оливковый, споры 12—17 × 5—6 мкм, веретеновидные, гладкие.

## Экология и распространение
Растёт в дубовых и буковых лесах. Распространён в Западной Европе, в европейской части России не известен, найден на Дальнем Востоке (Уссурийский район, Супутинский заповедник).
Сезон: июль — октябрь

## Пищевые качества
Съедобный гриб, употребляется в свежем виде или консервируется.